# Grad Haut-Koenigsbourg
Grad Haut-Koenigsbourg (francosko Château du Haut-Koenigsbourg, nemško Hohkönigsburg) je srednjeveški grad nad naseljem Orschwiller v Alzaciji v Franciji v gorovju Vogezi, nekoliko zahodno od Sélestata. Ima strateško lego na skalnatem pomolu s pogledom na Gornjerensko dolino. Uporabljali so ga od srednjega veka do tridesetletne vojne, ko je bil opuščen. Od leta 1900 do leta 1908 je bil obnovljen po ukazu nemškega cesarja Viljema II. Danes je pomembna turistična točka, ki pritegne več kot 500.000 obiskovalcev letno.

## Zgodovina
Skala Buntsandstein (pisan in barvan peščenjak) je bila prvič omenjena kot Stophanberch (Staufenberg) leta 774 v dokumentu, ki ga je izdal frankovski kralj Karel Veliki. Ponovna omemba je iz leta 854, ko je bil v posesti francoskega samostana svetega Dionizija in del samostana.

### Srednji vek
Ni znano, kdaj je bil zgrajen prvi grad; Burg Staufen je dokumentiran v letu 1147, ko so se menihi pritožili kralju Ludviku VII. zaradi nezakonite zasedbe Hohenstaufna, vojvode Friderika II. Švabskega. Ker je bil Friderikov mlajši brat Konrad III. sveti rimski cesar od leta 1138, nasledil ga je Friderikov sin Friderik I. Barbarosa leta 1152, je bil od leta 1192 grad imenovan Kinzburg (Königsburg – kraljevi grad).
Na začetku 13. stoletja je utrdba prešla z družine Hohenstaufen (tudi Staufen) na lorenske vojvode, ki so ga zaupali lokalni viteški družini Rathsamhausen in gospodi Hohenstein, ki so imeli grad do 15. stoletja. Ker pa so več roparskim baronom dovolili, da so ga uporabljali za skrivališče, je njihovo obnašanje razjezilo sosednje mogočnike; leta 1454 ga je zasedel pfalški volilni knez Friderik I. in leta 1462 so ga zažgale enotne sile mest Colmar, Strasbourg in Basel.
Leta 1479 je habsburški cesar Friderik III. dodelil ruševine v fevd grofom Thierstein, ki so ga obnovili, tako da je imel obrambni sistem, primeren za novo orožje tistega časa, topništvo. Ko so leta 1517 izumrli, je grad ponovno dobil habsburški cesar, tokrat Maksimilijan I. Leta 1633, ko je bila tridesetletna vojna in so si nasprotovali katoličani in protestanti, so cesarski grad napadle protestantske švedske sile. Po 52-dnevnem obleganju je grad požgala in izropala švedska vojska. Nekaj sto let je ostal neuporabljen in ruševine je prerasel gozd. Različni romantični pesniki in umetniki so v njem dobili navdih.

## Obnova
V obdobju francoskega cesarstva leta 1862 so bile ruševine na seznamu kot zgodovinski spomenik in jih je kupilo okrožje Selestat (Schlettstadt) tri leta pozneje. Ko je po francosko-pruski vojni leta 1870/71 regija postala del nemškega cesarskega ozemlja Alzacije in Lorene, so leta 1899 državljani dodelili ostanke gradu nemškemu cesarju Viljemu II., ki je želel ustvariti grad z lastnostmi srednjeveškega obdobja v Alzaciji in na splošno nemške civilizacije, ki se razteza od Hohkönigsburga na zahodu do (prav tako obnovljen) gradu Marienburg na vzhodu. Prav tako je upal, da bo okrepil vezi Alzačanov z Nemčijo, saj so bili šele pred kratkim vključeni v novoustanovljeno nemško cesarstvo. Upravljanje obnove utrdbe so zaupali arhitektu Bodu Ebhardtu, ki se je ukvarjal z obnovami srednjeveških gradov. Delo je potekalo od leta 1900 do leta 1908. 13. maja 1908 je bil obnovljeni Hohkönigsburg odprt v prisotnosti cesarja. Po slovesnosti ob zapleteni zgodovinski obnovi je po hudem nalivu vstopil v grad.
Ebhartov cilj je bil, da grad obnovi tako, da bo čim bolj podoben gradu, kakršen je bil na predvečer tridesetletne vojne. Zanašal se je na zgodovinska poročila, včasih je imel premalo podatkov in je moral improvizirati nekatere dele trdnjave. Na primer bivalno-obrambni stolp je približno 14 metrov previsok. Viljem II., ki je redno obiskoval gradbišče po posebej zgrajeni železniški postaji v bližini Saint-Hippolyta, je tudi spodbujal spremembe, ki so poudarile romantično nostalgijo na germansko civilizacijo. Glavna jedilnica ima na primer višji strop, kot ga je imela v preteklosti, poudarjena je povezava med družino Hohenzollern in habsburškimi vladarji Svetega rimskega cesarstva. Cesar je želel uzakoniti dinastijo Hohenzollern na čelu drugega cesarstva in sebi zagotoviti primernega dediča, kot so plemeniti Staufovci in Habsburžani.

## Grad danes
Po prvi svetovni vojni je francoska država leta 1919 po versajski mirovni pogodbi zaplenila grad. Od leta 2007 so prostori last departmaja Spodnji Ren. Leta 1993 je bil obnovljeni grad uradno določen kot zgodovinsko mesto francoskega ministrstva za kulturo. Danes je ena najbolj znanih turističnih znamenitosti v regiji.
Mnogo let so se v Franciji gradu posmehovali zaradi njegove povezave z nemškim cesarjem. Mnogi so menili, da ni nič več kot pravljični grad, podoben Neuschwansteinu. V zadnjih letih pa so številni zgodovinarji ugotovili, da je vsaj zanimiv, ker kaže romantične nacionalistične ideje Viljema II.  in delo arhitekta,  čeprav ni povsem natančno obnovljen. Dejansko je Bodo Ebhardt pri obnovi strogo upošteval ostanke zidov, arhive in druge utrjene gradove, zgrajene v istem obdobju.
Deli filma La Grande Illusion (Velika iluzija) Jeana Renoirja leta 1937 so bili posneti na tem gradu.